# طیف‌نگاره

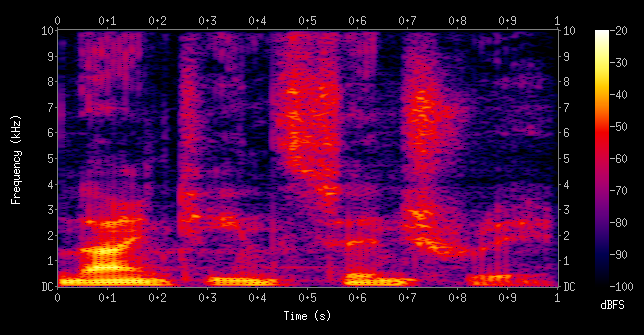
طیف‌نگاره گفتاری واژگان «قرن نوزدهم». بسامدها با افزایش محور عمودی و زمان در محور افقی نشان داده می‌شوند. طبق راهنمای نگاره در سمت راست، شدت رنگ با تراکم افزایش می‌یابد.

طیف‌نگاره در واقع نمایشی است تصویری از چگالی طیفی بسامدهای یک سیگنال در زمان‌های متفاوت. چنانچه طیف‌نگاره، برای نمایش سیگنال شنیداری به‌کار برده شود، به آن صدانگاره یا آوانما گفته می‌شود و چنانچه نمود آن سه‌بعدی باشد، به آن آبشار نیز گفته می‌شود.
از طیف‌نگاره‌ها بطور گسترده در زمینه‌های موسیقی، زبانشناسی، سونار، رادار، پردازش گفتار، لرزه‌شناسی و سایر موارد بهره برده می‌شود. از آوانما می‌توان برای شناسایی واژگان گفتاری به صورت آوایی و نیز تجزیه و تحلیل روابط میان حیوانات بهره گرفت.
طیف‌نگاره را می‌توان با بهره‌گیری از  طیف‌سنج نوری، مجموعه‌ای از فیلترهای میان‌گذر، تبدیل فوریه یا  تبدیل موجک (که به آن اسکالوگرام نیز می‌گویند)، ایجاد کرد.

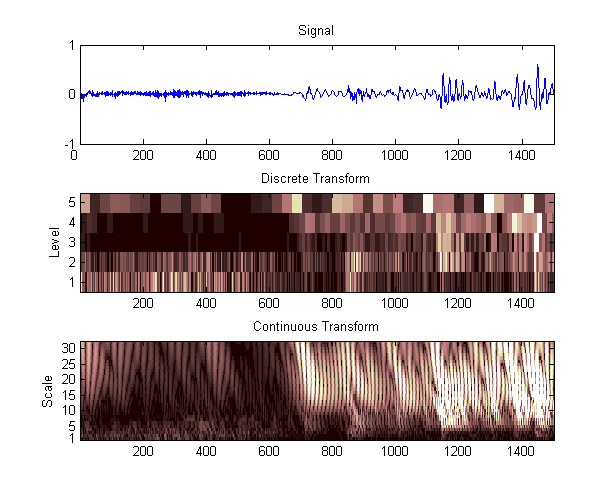
اسکالوگرام‌هایی از تبدیل موجک گسسته و تبدیل موجک پیوسته برای یک نمونه شنیداری.

طیف‌نگاره معمولاً به صورت یک نقشه گرمایی، یعنی نگاره‌ای که در آن شدت، با تغییر رنگ یا روشنایی نشان داده می‌شود.

## جستارهای
- تبدیل فوریه زمان کوتاه
- طیف‌سنج
- طیف
- شکل‌موج